# Nodosàurids
Els nodosàurids (Nodosauridae) constitueixen una família de dinosaures ancilosaures del període Cretaci. Van viure en el que avui dia és Nord-amèrica, Àsia, Austràlia, Antàrtida i Europa.

## Característiques

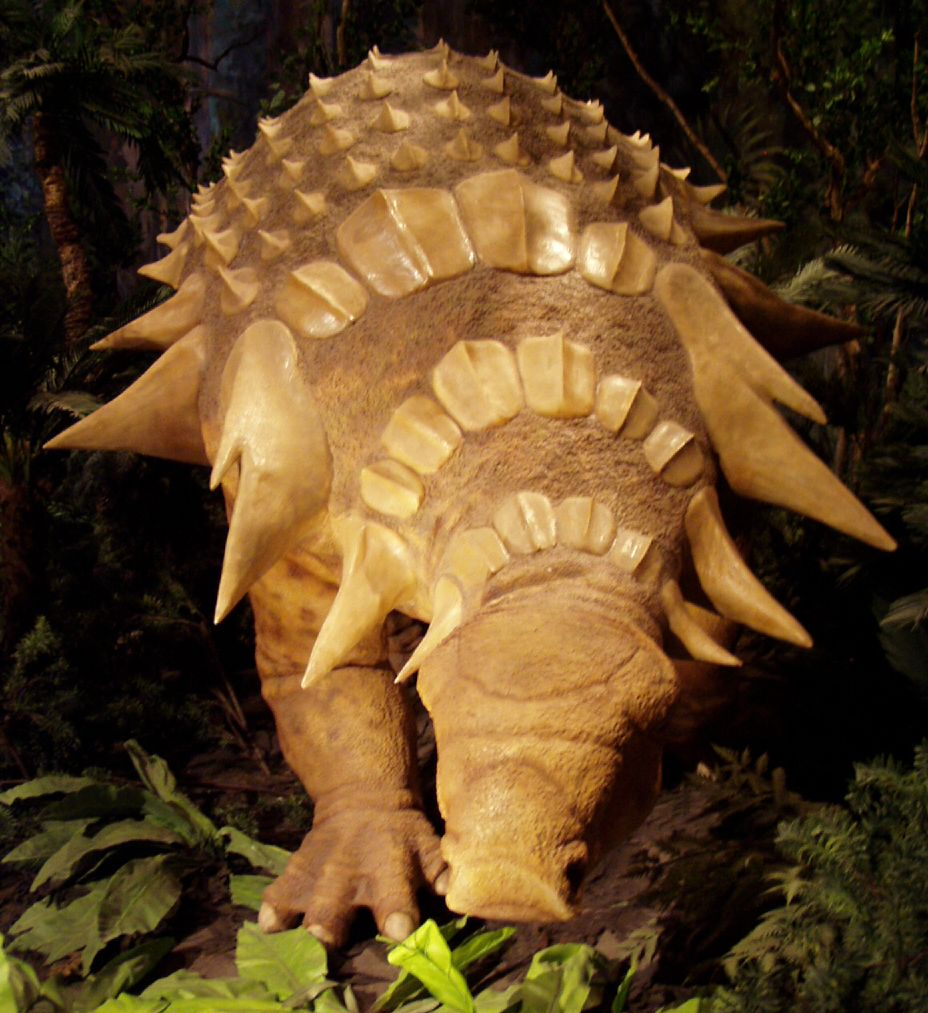
Edmontonia al Royal Tyrrell Museum of Palaeontology

Els caràcters diagnòstics dels nodosàurids inclouen els següents: protuberància arrodonida supraorbitària, còndil occipital derivat només del basioccipital i guarniment present sobre el premaxil·lar. Hi ha un quart caràcter ambigu: l'acròmion és un procés similar a un bony. Tots els nodosàurids, com els altres ancilosaures, es podrien descriure com a dinosaures herbívors quadrúpedes de mida mitjana a gran, de constitució corpulenta, que tenen dents denticulades petites i línies parasagitals d'osteodermes a les superfícies dorsolaterals del cos.

## Taxonomia

### Classificació
La família Nodosauridae fou establerta per Othniel Charles Marsh l'any 1980, i basada en el gènere Nodosaurus.
- Infraordre Ankylosauria
  - Família Nodosauridae
    - Acanthopholis (Regne Unit)
    - Acantholipan (Mèxic)
    -  ?Aletopelta (Califòrnia, oest de Nord-amèrica)[1]
    - Animantarx (Utah)
    - Anoplosaurus (Anglaterra)
    - Edmontonia (Alberta)
    - Glyptodontopelta (Nou Mèxic, oest de Nord-amèrica)[1]
    - Hungarosaurus (Hongria)
    - Liaoningosaurus (Liaoning)
    - Niobrarasaurus (Kansas)
    - Nodosaurus (Wyoming)
    - Panoplosaurus (Montana i Alberta)
    - Pawpawsaurus (Texas)
    - Peloroplites (Utah, oest de Nord-amèrica)[2]
    - Sauropelta (Wyoming)
    - Silvisaurus (Kansas)
    - Stegopelta (Wyoming)
    - Struthiosaurus (Centre-sud d'Europa)
    - Texasetes (Texas)
    - Zhejiangosaurus (Província de Zhejiang, est de la Xina)
    - Zhongyuansaurus (Província de Henan, Xina central)
    - Emplaçament desconegut (incertae sedis)
      -  ?Palaeoscincus, (nomen dubium)